# Matthijs van Dulcken
Matthijs van Dulcken (ook: Matthias of Matheus) was burgemeester van Roermond in 1610, 1616 en 1629. In 1627 was hij de gouverneur in Spaanse dienst van de stad Grol (Groenlo), en licentmeester van Opper-Gelre. Hij maakte zodanig het Beleg van Groenlo door Frederik Hendrik mee, en raakte daarbij gewond door een kogel. Maar hij overleefde de strijd, en op 19 augustus van hetzelfde jaar ondertekende hij het verdrag waarmee de stad zich overgaf aan de Staatse troepen. Na zijn laatste jaar als burgemeester in 1629 is Van Dulcken nog een periode schepen geweest in Roermond.
Hij trouwde met Helwich van Wessum. Zij kregen een zoon, Christophorus, in 1593. Van Dulcken bracht zijn laatste levensjaren op havezate Plekenpol te Winterswijk door.